# Machairophyllum brevifolium
Machairophyllum brevifolium es una especie de planta suculenta perteneciente a la familia Aizoaceae. Es originaria de Sudáfrica.

## Descripción
Es una pequeña planta suculenta perennifolia con las flores de color amarillo que alcanza un tamaño de 3 a 5 cm de altura y se encuentra a una altitud de 600 a 1000 metros en Sudáfrica.

## Taxonomía
Machairophyllum brevifolium fue descrita por  Harriet Margaret Louisa Bolus, y publicado en Notes Mesembryanthemum 3: 126 1938.
Sinonimia
- Machairophyllum latifolium L.Bolus (1938)[2][3]